# Securidaca lanceolata
Securidaca lanceolata är en jungfrulinsväxtart som beskrevs av A. St.-hil.. Securidaca lanceolata ingår i släktet Securidaca och familjen jungfrulinsväxter. Inga underarter finns listade i Catalogue of Life.